# Municipio de Reynolds (Minnesota)
El municipio de Reynolds (en inglés: Reynolds Township) es un municipio ubicado en el condado de Todd en el estado estadounidense de Minnesota. En el año 2010 tenía una población de 662 habitantes y una densidad poblacional de 7,07 personas por km².

## Geografía
El municipio de Reynolds se encuentra ubicado en las coordenadas 45°58′52″N 94°57′43″O / 45.98111, -94.96194. Según la Oficina del Censo de los Estados Unidos, el municipio tiene una superficie total de 93.59 km², de la cual 92,42 km² corresponden a tierra firme y (1,25 %) 1,17 km² es agua.

## Demografía
Según el censo de 2010, había 662 personas residiendo en el municipio de Reynolds. La densidad de población era de 7,07 hab./km². De los 662 habitantes, el municipio de Reynolds estaba compuesto por el 98,19 % blancos, el 0,15 % eran amerindios y el 1,66 % eran de una mezcla de razas. Del total de la población el 0,76 % eran hispanos o latinos de cualquier raza.